# Toninho Carlos
Antônio Carlos Correia, mais conhecido como Toninho Carlos (Lins, 17 de maio de 1961) é um ex-futebolista brasileiro, que atuava como zagueiro.

## Carreira

### Jogador
Toninho iniciou no futebol nos juniores do Nacional. Ainda nas divisões de base, se transferiu para o Matsubara, onde começou a ter destaque nacional.
Foi convocado para integrar a Seleção Brasileira Sub-20, onde sagrou-se Bicampeão do Torneio de Toulon, na França.
Realizou três meses de testes e foi contratado pelo Santos em janeiro de 1982 por 23 milhões de cruzeiros. Estreou em 20 de janeiro do mesmo ano, na vitória por 4x1 sobre o Moto Clube, na Vila Belmiro. Em seu primeiro ano, dividiu o espaço na zaga santista com Joãozinho e Márcio Rossini.
A partir de 1983, virou titular absoluto. Marcou seu primeiro gol em 4 de abril de 84, na vitória por 3x0 contra o Junior Barranquila, válido pela Taça Libertadores.
Toninho foi chamado para defender a Seleção Brasileira em 1983, onde atuou por quatro partidas na Copa América daquele ano, com duas vitórias, um empate e uma derrota.
Em 1984, conquistou com o Alvinegro o Campeonato Paulista, sendo um dos principais nomes da conquista e atuando em praticamente todas as partidas da campanha.
Sua última partida aconteceu em 16 de agosto de 1987, contra o Corinthians. Deixou o Santos para defender o Coritiba. Pelo Peixe, fez 295 jogos e marcou 4 gols.
Assinou com o Bangu por apenas seis meses, para disputar o Campeonato Carioca de 1988, onde fez 15 jogos e não marcou gols. No segundo semestre, foi repassado ao Coritiba.
Passou pelo Famalicão de Portugal, antes de chegar no Atlético Mineiro em 1990, onde fez 25 jogos com a camisa do Galo e não marcou gols.
Antes de encerrar a carreira, ele passou ainda por Remo e equipes do interior paulista, como a Internacional de Limeira e Sãocarlense.

### Treinador
Em 1999, dirigiu o XV de Caraguá na Série B-1A do Paulista.
Em fevereiro de 2020, foi anunciado como técnico do São Carlos FC na disputa do Campeonato Paulista da Segunda Divisão. No mês seguinte, deixou o clube.